# Tadeusz Sosnowski
Tadeusz Franciszek Sosnowski (ur. 4 czerwca 1960 w Przemyślu, zm. 10 września 2019) – polski samorządowiec i nauczyciel, w latach 2002–2006 członek zarządu województwa podkarpackiego II kadencji.

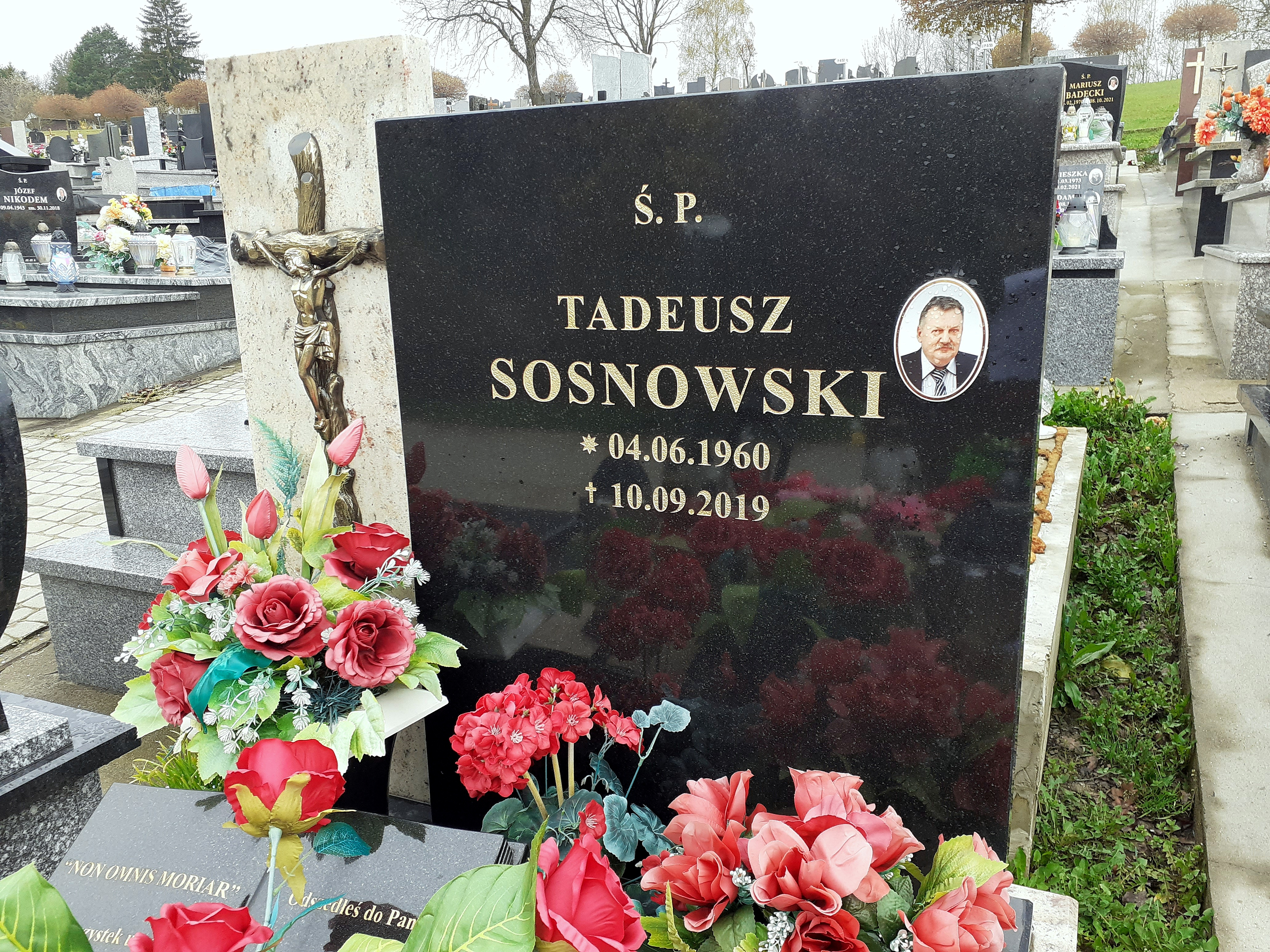
Nagrobek Tadeusza Sosnowskiego

## Życiorys
Zdobył wykształcenie wyższe, posiadał stopień doktora. Pracował zawodowo jako nauczyciel. Zaangażował się w działalność polityczną w ramach Samoobrony RP. W 2001 kandydował do Senatu w okręgu nr 21, zajmując 3. miejsce wśród 10 kandydatów. W 2002 wybrany radnym sejmiku podkarpackiego, w tym samym roku kandydował też na prezydenta Przemyśla (osiągnął 5. spośród na 12 kandydatów). 22 listopada 2002 został powołany na członka zarządu województwa podkarpackiego, odpowiedzialnego m.in. za rolnictwo i współpracę międzynarodową. W marcu 2003 dołączył do klubu radnych Polskiego Stronnictwa Ludowego i wstąpił do tej partii (po wycofaniu się Samoobrony z koalicji). Utracił stanowisko w zarządzie 25 września 2006. Odwołano go wskutek incydentu, w którym miał znieważyć kierowcę i pasażerkę w miejskim autobusie (wykluczono go także wówczas z klubu radnych PSL). W kolejnych latach był inicjatorem budowy nowej siedziby Muzeum Narodowego Ziemi Przemyskiej w Przemyślu, pracował w tej instytucji do 2012, kiedy został zwolniony dyscyplinarnie. Kandydował w wyborach do Sejmu: w 2005 z listy PSL, w 2015 – z listy JOW Bezpartyjnych.
W 2011 został odznaczony Złotym Krzyżem Zasługi.
Został pochowany na cmentarzu komunalnym Zasanie w Przemyślu.

## Życie prywatne
Był żonaty z Alicją. Ojciec Wojciecha, który został politykiem i muzykiem. Kolekcjonował znaczki pocztowe i autografy znanych osób.